# Convention fédérale australasienne
La convention fédérale australasienne (anglais : Australasian federal convention) est une série de trois conférences qui ont lieu de mars 1897 à mars 1898 à Adélaïde, Sydney et Melbourne. 
Réunissant cinquante délégués issus de cinq des six colonies australiennes (le Queensland n'était pas représenté), ces réunions avaient pour objectif de modifier le projet de constitution australienne auquel avait abouti la convention de 1891 afin de préparer la fédération de l'Australie en un seul dominion. 
À l'issue de la session de Melbourne, les délégués adoptent un projet de constitution soumis au vote populaire dans quatre colonies en juin 1898. Faute de quorum, le projet est repoussé une première fois, avant d'être finalement validé par de nouveaux référendums organisés dans les six colonies entre avril 1899 et juillet 1900, ce qui débouche sur la fédération de l'Australie le 1er janvier 1901. La convention fédérale australasienne fut donc l'assemblée constituante du Commonwealth d'Australie.

## Membres
Dix membres, souvent députés des parlements locaux, sont élus au suffrage universel direct dans chacune des cinq colonies qui participent à la convention. Le 20 août 1897, quatre membres de la délégation d'Australie-Occidentale démissionnent. Ils sont remplacés par les quatre hommes arrivées entre la 11e et la 14e place lors du vote.
| Nom                                   | Portrait | État                   | Dates     | Âge au 22 mars 1897         | Fonction                     |
| ------------------------------------- | -------- | ---------------------- | --------- | --------------------------- | ---------------------------- |
| Edmund Barton                         |          | Nouvelle-Galles du Sud | 1849-1920 | 48 ans, 2 mois et 4 jours   |                              |
| George Houston Reid                   |          | Nouvelle-Galles du Sud | 1845-1918 | 52 ans et 25 jours          |                              |
| Joseph Hector Carruthers              |          | Nouvelle-Galles du Sud | 1857-1932 | 39 ans, 3 mois et 1 jour    |                              |
| William McMillan (en)                 |          | Nouvelle-Galles du Sud | 1850-1926 | 46 ans, 4 mois et 8 jours   |                              |
| William John Lyne                     |          | Nouvelle-Galles du Sud | 1844-1913 | 52 ans, 11 mois et 16 jours |                              |
| James Nixon Brunker (en)              |          | Nouvelle-Galles du Sud | 1832-1910 | 64 ans, 10 mois et 22 jours |                              |
| Richard Edward O'Connor               |          | Nouvelle-Galles du Sud | 1851-1912 | 45 ans, 7 mois et 18 jours  |                              |
| Joseph Palmer Abbott (en)             |          | Nouvelle-Galles du Sud | 1842-1801 | 54 ans, 5 mois et 21 jours  |                              |
| James Thomas Walker (en)              |          | Nouvelle-Galles du Sud | 1841-1823 | 56 ans et 2 jours           |                              |
| Bernhard Ringrose Wise (en)           |          | Nouvelle-Galles du Sud | 1858-1916 | 39 ans, 1 mois et 12 jours  |                              |
| Charles Cameron Kingston              |          | Australie-Méridionale  | 1850-1908 | 46 ans et 5 mois            | Président de la convention.  |
| Frederick William Holder              |          | Australie-Méridionale  | 1850-1909 | 46 ans, 10 mois et 10 jours |                              |
| John Alexander Cockburn (en)          |          | Australie-Méridionale  | 1850-1929 | 46 ans, 6 mois et 27 jours  |                              |
| Richard Chaffey Baker (en)            |          | Australie-Méridionale  | 1842-1911 | 54 ans et 9 mois            | Président des comités.       |
| John Hannah Gordon (en)               |          | Australie-Méridionale  | 1850-1923 | 46 ans, 7 mois et 24 jours  |                              |
| Josiah Henry Symon                    |          | Australie-Méridionale  | 1846-1934 | 50 ans, 5 mois et 23 jours  |                              |
| John William Downer (en)              |          | Australie-Méridionale  | 1843-1915 | 53 ans, 8 mois et 16 jours  |                              |
| Patrick McMahon Glynn (en)            |          | Australie-Méridionale  | 1855-1931 | 41 ans, 6 mois et 25 jours  |                              |
| James Henderson Howe (en)             |          | Australie-Méridionale  | 1839-1920 | 58 ans et 18 jours          |                              |
| Vaiben Louis Solomon (en)             |          | Australie-Méridionale  | 1853-1908 | 43 ans, 10 mois et 9 jours  |                              |
| Philip Oakley Fysh (en)               |          | Tasmanie               | 1835-1909 | 62 ans et 21 jours          |                              |
| Edward Nicholas Coventry Braddon (en) |          | Tasmanie               | 1829-1904 | 67 ans, 9 mois et 11 jours  |                              |
| Henry Dobson (en)                     |          | Tasmanie               | 1841-1918 | 55 ans, 2 mois et 26 jours  |                              |
| Neil Elliott Lewis (en)               |          | Tasmanie               | 1858-1935 | 38 ans, 4 mois et 23 jours  |                              |
| Nicholas John Brown (en)              |          | Tasmanie               | 1838-1903 | 58 ans, 5 mois et 13 jours  |                              |
| Charles Henry Grant (en)              |          | Tasmanie               | 1831-1901 | 65 ans, 4 mois et 13 jours  |                              |
| Adye Douglas (en)                     |          | Tasmanie               | 1815-1906 | 81 ans, 9 mois et 19 jours  |                              |
| William Moore (en)                    |          | Tasmanie               | 1823-1914 | 73 ans, 6 mois et 24 jours  |                              |
| Matthew John Clarke (en)              |          | Tasmanie               | 1841-1932 | 55 ans, 11 mois et 5 jours  |                              |
| John Henry (en)                       |          | Tasmanie               | 1834-1912 | 62 ans, 6 mois et 21 jours  |                              |
| George Turner                         |          | Victoria               | 1851-1915 | 45 ans, 7 mois et 14 jours  |                              |
| John Quick                            |          | Victoria               | 1852-1932 | 44 ans, 11 mois et 8 jours  |                              |
| Alfred Deakin                         |          | Victoria               | 1856-1919 | 40 ans, 7 mois et 19 jours  |                              |
| Alexander James Peacock               |          | Victoria               | 1861-1933 | 35 ans, 9 mois et 11 jours  |                              |
| Isaac Alfred Isaacs                   |          | Victoria               | 1855-1948 | 41 ans, 7 mois et 16 jours  |                              |
| William Arthur Trenwith (en)          |          | Victoria               | 1846-1925 | 50 ans, 8 mois et 7 jours   |                              |
| Graham Berry                          |          | Victoria               | 1822-1904 | 74 ans, 6 mois et 22 jours  |                              |
| Simon Fraser (en)                     |          | Victoria               | 1832-1919 | 64 ans, 7 mois et 1 jour    |                              |
| William Austin Zeal (en)              |          | Victoria               | 1830-1912 | 66 ans, 3 mois et 17 jours  |                              |
| Henry Bournes Higgins                 |          | Victoria               | 1851-1929 | 45 ans, 8 mois et 20 jours  |                              |
| John Forrest                          |          | Australie-Occidentale  | 1847-1918 | 49 ans et 7 mois            |                              |
| James George Lee Steere (en)          |          | Australie-Occidentale  | 1830-1903 | 66 ans, 8 mois et 18 jours  |                              |
| George Leake (en)                     |          | Australie-Occidentale  | 1856-1902 | 40 ans, 3 mois et 19 jours  |                              |
| Frederick Henry Piesse (en)           |          | Australie-Occidentale  | 1853-1912 | 43 ans, 3 mois et 16 jours  | Démissionne le 20 août 1897. |
| John Winthrop Hackett (en)            |          | Australie-Occidentale  | 1848-1916 | 49 ans, 1 mois et 18 jours  |                              |
| William Thorley Loton (en)            |          | Australie-Occidentale  | 1838-1924 | 58 ans, 9 mois et 11 jours  | Démissionne le 20 août 1897. |
| Walter Hartwell James (en)            |          | Australie-Occidentale  | 1866-1943 | 33 ans, 11 mois et 21 jours |                              |
| Albert Young Hassell (en)             |          | Australie-Occidentale  | 1841-1918 | 55 ans, 4 mois et 7 jours   |                              |
| Robert Frederick Sholl (en)           |          | Australie-Occidentale  | 1848-1909 | 48 ans, 6 mois et 23 jours  | Démissionne le 20 août 1897. |
| John Howard Taylor (en)               |          | Australie-Occidentale  | 1861-19?? | 36 ans                      | Démissionne le 20 août 1897. |
| Henry Briggs (en)                     |          | Australie-Occidentale  | 1844-1919 | 53 ans, 5 mois et 3 jours   | À partir du 20 août 1897.    |
| Frederick Thomas Crowder (en)         |          | Australie-Occidentale  | 1850-1902 | 47 ans                      | À partir du 20 août 1897.    |
| Andrew Harriot Henning (en)           |          | Australie-Occidentale  | 1863-1947 | 34 ans                      | À partir du 20 août 1897.    |
| Harry Whittall Venn (en)              |          | Australie-Occidentale  | 1844-1908 | 52 ans, 9 mois et 24 jours  | À partir du 20 août 1897.    |
| Edwin Gordon Blackmore (en)           |          | Australie-Méridionale  | 1837-1909 | 60 ans                      | Secrétaire                   |

## Documentation

### Sources primaires
- (en) South Australia, Official report of the National Australasian Convention Debates : Adelaide, March 22 to May 5,1897, Adélaïde, C. E. Bristow, 1897 (lire en ligne), p. vi.
- (en) New South Wales, Official records of the debates of the Australasian Federal Convention : Second Session, Sydney, 2nd to 24th September, 1987, Sydney, William Applegate Gullick, 1897 (lire en ligne), p. v.

### Sources secondaires
- (en) Nicholas Aroney, The Constitution of a Federal Commonwealth : The Making and Meaning of the Australian Constitution, Cambridge, Cambridge University Press, 2009 (lire en ligne).
- (en) W. G. McMinn, Nationalism and Federalism in Australia, Melbourne, Oxford University Press, 1994, 317 p.